# Mallersdorf-Pfaffenberg
Mallersdorf-Pfaffenberg är en köping (Markt) i Landkreis Straubing-Bogen i Regierungsbezirk Niederbayern i förbundslandet Bayern i Tyskland.
Köpingen bildades 1 juli 1972 genom en sammanslagning av köpingarna Mallersdorf och Pfaffenberg.